# EN-1500
EN-1500 — европейский стандарт обработки рук; это общая методика обработки рук, начиная с гигиенического уровня (последовательная обработка рук с мылом и водой, и последующей обработки рук кожным антисептиком) и до  хирургического уровня.

## Последовательность движений
1. Тереть одну ладонь о другую ладонь возвратно-поступательными движениями.
2. Правой ладонью растирать тыльную поверхность левой кисти, поменять руки.
3. Соединить пальцы одной руки в межпальцевых промежутках другой, тереть внутренние поверхности пальцев движениями вверх и вниз.
4. Соединить пальцы в «замок», тыльной стороной согнутых пальцев растирать ладонь другой руки.
5. Охватить основание большого пальца левой кисти между большим и указательным пальцами правой кисти, вращательное трение. Поменять руки.
6. Круговым движением тереть ладонь левой кисти кончиками пальцев правой руки, поменять руки.

Каждое движение повторяется не менее пяти раз. Обработка рук осуществляется в течение 0,5—1 минуты.

## По окончании
После последнего ополаскивания руки вытирают малой салфеткой (15×15 см) насухо. Закрытие водопроводных кранов осуществляется локтём (или другой салфеткой), которая сбрасывается в ёмкость с отходами класса А.

При отсутствии одноразовых салфеток возможно использование кусков чистой ткани, которые после каждого использования сбрасываются в специальные контейнеры и после дезинфекции отправляются в прачечную.

## Замена одноразовых салфеток
Замена одноразовых салфеток на электрические сушилки нецелесообразна. В случае подобной замены не происходит растирания кожи и не происходит удаления остатков моющего вещества, а также слущивания эпителия. Электрические сушилки являются местом обитания различной флоры, поэтому во время сушки происходит обсеменение рук патогенной флорой.